# Here with Me (Dido)
Here with Me è un singolo della cantante britannica Dido, pubblicato il 17 maggio 1999 come primo estratto dal primo album in studio No Angel.

## Descrizione
La traccia è stata scritta da Dido insieme a Pascal Gabriel e Paul Statham e ha come tema lo stato di rapimento e incredulità della prima fase dell'innamoramento; in particolare, la canzone fa riferimento alla relazione tra Dido e l'allora fidanzato della cantante, Bob Page.
La canzone è stata utilizzata come colonna sonora del telefilm statunitense Roswell ed è presente anche all'interno della commedia romantica del 2003 Love Actually, del film Bounce e in una puntata della serie di successo ER.

## Video musicale
Esistono due differenti video per Here with Me. Il primo è stato registrato nel 2000 negli Stati Uniti, in bianco e nero e con bassa qualità; una seconda versione è stata girata da Liz Friedlander nel 2001 a Toronto che è diventata la versione ufficiale e più conosciuta.

## Tracce
CD Singolo (Europa)
1. Here With Me (Radio Edit) – 4:05
2. Here With Me (Lukas Burton Mix) – 3:55
3. Here With Me (Chillin' With The Family Mix) – 5:16
4. Here With Me (Parks & Wilson Homeyard Dub) – 6:02

CD Maxi (Giappone)
1. Here With Me (Radio Edit) – 4:05
2. Here With Me (Lukas Burton Mix) – 3:55
3. Here With Me (Chillin' With The Family Mix) – 5:16
4. Here With Me (Parks & Wilson Homeyard Dub) – 6:02
5. Thank You (Deep Dish Dub) – 10:40

## Classifiche

### Classifiche settimanali
| Classifica (2000-01) | Posizione massima |
| -------------------- | ----------------- |
| Austria              | 9                 |
| Belgio (Fiandre)     | 7                 |
| Belgio (Vallonia)    | 25                |
| Danimarca            | 12                |
| Finlandia            | 6                 |
| Francia              | 4                 |
| Germania             | 16                |
| Irlanda              | 8                 |
| Italia               | 35                |
| Norvegia             | 8                 |
| Nuova Zelanda        | 3                 |
| Paesi Bassi          | 22                |
| Regno Unito          | 4                 |
| Spagna               | 7                 |
| Stati Uniti          | 116               |
| Svezia               | 19                |
| Svizzera             | 6                 |

### Classifiche di fine anno
| Classifica (2001) | Posizione |
| ----------------- | --------- |
| Belgio (Fiandre)  | 36        |
| Belgio (Vallonia) | 94        |
| Francia           | 34        |
| Germania          | 84        |
| Nuova Zelanda     | 13        |
| Svizzera          | 44        |